# Curvimeter

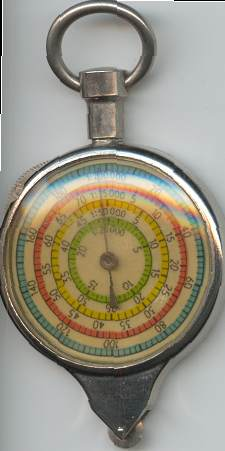
Mechanische curvimeter

Een curvimeter is een apparaat om de lengte van een route op een kaart, bijvoorbeeld een wegenkaart of een topografische kaart te meten. Een route bestaat vrijwel nooit uit een rechte lijn, maar via de wegen of paden worden vaak vele bochten gemaakt. Een liniaal is daarom onbruikbaar om deze na te meten.
Soms staan er op kaarten langs bepaalde wegen de afstand tussen bepaalde tekens (vaak nippeltjes) aangegeven. Deze zijn dan niet altijd aanwezig langs alle wegen van een kaart.
Een oplossing hiervoor is om een draad te nemen en deze op de kaart langs de route te leggen. Vervolgens kan de draad nagemeten worden.
Voor dit doel zijn er echter ook apparaten ontworpen: curvimeters. Er bestaan mechanische en elektronische curvimeters. Alle curvimeters hebben onderop een wieltje waarmee op de kaart de route gevolgd kan worden. De mechanische exemplaren lijken wel op een stopwatch met één wijzer. Ze hebben op de wijzerplaat geen seconden en minuten staan, maar afstanden. In gekleurde ringen staan de verschillende schalen van kaarten. De 0 kilometer staat bovenaan. Wanneer over de kaart met het wieltje gereden wordt, beweegt de wijzer en geeft de afgelegde afstand aan. Voor het geval de afstand zo lang is dat de wijzer helemaal klokje rond gaat, steekt buiten de rand nog een ronddraaiend plaatje uit dat aangeeft hoe vaak de wijzer rond is geweest. Wanneer de schaal van de kaart niet op de twee wijzerplaten van de curvimeter te vinden is, kan de schaal 1:100.000 genomen worden omdat bij deze schaal 1 centimeter op de kaart samenvalt met 1 kilometer in het veld. Het aantal 'kaartcentimeters' is dan dus bekend - er moet nog wel wat rekenwerk verricht worden.

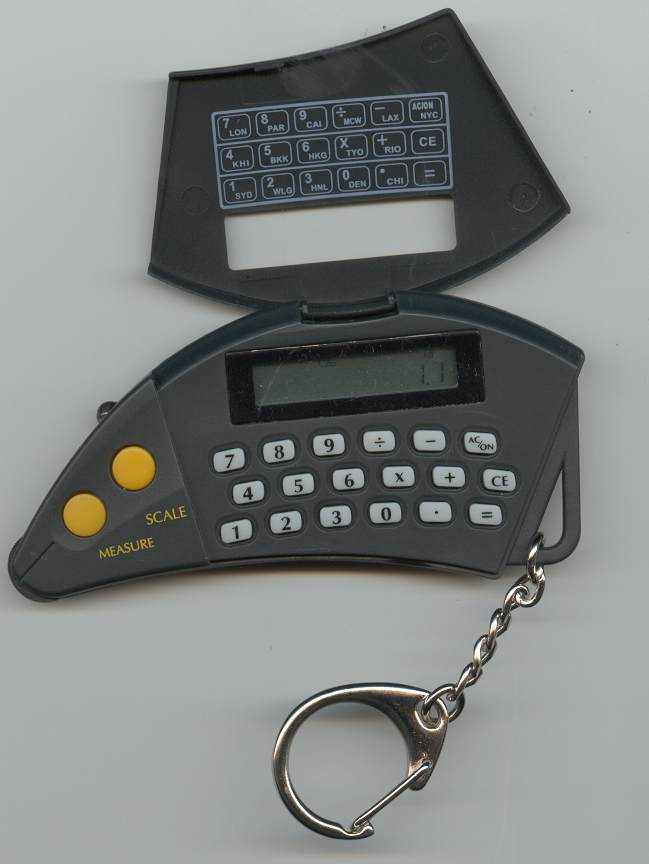
Elektronische curvimeter

Bij een elektronische, door een batterij gedreven, curvimeter wordt de afstand aangegeven in cijfers. Via een toetsenbord kan elke schaal worden ingevoerd. Een verschil tussen digitale en mechanische curvimeter is dat bij achteruitrijden de afstand bij een mechanische curvimeter kleiner wordt, terwijl een elektronische verder kan tellen.
Elektronische kaart- en navigatiesystemen (zoals bijvoorbeeld Google Maps of navigatie-apps) hebben voor dit doeleinde soms een functie die de cumulatieve afstand van een traject op de kaart kan meten, dat handmatig ingevoerd wordt aan de hand van tussenpunten of wordt berekend door het navigatiesysteem.